# 一夜京戲
《一夜京戲》，是1990年代中期，台灣出版的京劇唱腔音樂光盤。林鑫濤編曲，謝光榮打鼓，琴師劉鐵山。
這張專輯保存紀錄了李寶春的京劇唱腔藝術，包含《野豬林》、《白毛女》（京劇現代戲）、《奇冤報》（《烏盆記》）、《戰樊城》、《文昭關》、《珠簾寨》（《沙陀國》）、《上天台》（《打金磚》）等戲的唱腔選段。
李寶春和其父李少春都是余派（李少春師承余叔岩，李寶春師承王少樓和馬長禮）。
部分唱腔和唱詞經過李寶春的再創作。
這張專輯入圍1997年台灣行政院新聞局第8屆金曲獎。
專輯收錄的現代京劇《白毛女》反四平調（二黃平板；平板二黃）接反二黃（二黃反調）唱段，是台灣史上第1次公開出版的現代京劇唱段。